# Хайнань (остров)
Хайна́нь (кит. упр. 海南岛, пиньинь Hǎinán Dǎo — Хайнаньда́о) — остров на юго-востоке Китая. Омывается Южно-Китайским морем. С рядом мелких островов входит в одноимённую провинцию.

## География
Хайнань находится у южного побережья Китая, омывается Южно-Китайским морем. Остров отделен от материка проливом, который имеет ширину от 15 до 30 км и глубину до 44 м. Площадь острова составляет 33 920 км². По этому показателю остров занимает 42-е место в мире и первое в Китае.
Северную часть Хайнаня занимают равнины, в центральной и южной части преобладают горы (высота до 1840 м; гора Учжишань).

## Климат
Климат субэкваториальный. Среднегодовая температура воздуха на острове + 24 °С, воды — + 26 °C. Более 300 дней в году стоит ясная солнечная погода.

## Флора и фауна
На острове три природные зоны: саванна (на крайнем севере), муссонные леса (в центральной части) и экваториальный лес (на крайнем юге). Остров Хайнань имеет множество эндемичных видов флоры и фауны, многие из которых взяты под охрану ЮНЕСКО. Основные культуры — кокосовая пальма, гевея-каучуконос, дерево анчар, млечный сок которого используется как противоядие при змеиных укусах. Уникальная природа острова сохранена в специальных ботанических садах. Чайные и кофейные плантации находятся под склонами гор в центральной части острова.

## Туризм
Самой известной достопримечательностью является вулкан Ма-Ань, находящийся в 15 км от Хайкоу. По диаметру кратера обустроена смотровая площадка. Горловина представляет собой застывшую лаву, поросшую густым кустарником и редкими тропическими деревьями.
В южной части находится круглогодичный курорт Санья. Вокруг курорта Санья в трёх заливах (залив Санья; залив Дракона, Ялунвань; залив Большое Восточное море, Дадунхай) находится большинство отелей и основные зоны отдыха острова.